# Kenneth Colley
Kenneth Colley (født 7. december 1937, død 30. juni 2025) var en engelsk skuespiller. Han er bedst kendt som Admiral Piett i i Star Wars-filmene Star Wars Episode V: Imperiet slår igen (1980) og Star Wars Episode VI: Jediridderen vender tilbage (1983).